# Bret Easton Ellis
Bret Easton Ellis (født 7. marts 1964 i Los Angeles, Californien), er en amerikansk forfatter,
Han anses for at være en af de største postmoderniske forfattere i sin tid. Med sin roman American Psycho fra 1991 fik han sit gennembrud i hele verden som talsperson for sin generation, Generation X. Bret Easton Ellis' forlag nægtede at udgive American Psycho, da de mente den var for voldelig og kvindeundertrykkende. I stedet købte et andet forlag rettighederne og bogen har i dag opnået kult-status.